# Presse à lin
 (juin 2024).
Si vous disposez d'ouvrages ou d'articles de référence ou si vous connaissez des sites web de qualité traitant du thème abordé ici, merci de compléter l'article en donnant les références utiles à sa vérifiabilité et en les liant à la section « Notes et références ».
 (juin 2024).
Une presse à lin est un meuble allongé servant aux artisans toiliers à ranger leurs toiles de lin. Il s'agit d'une sorte d'armoire-coffre bretonne massive, le plus souvent en chêne, fabriquée du XVIe au XVIIIe siècles. La partie basse était utilisée comme coffre et la partie haute, avec des vantaux, permettait de placer du linge, plié sur des étagères . 
Elle tire son nom de deux planches serrées par une grosse vis qui permettaient de serrer les toiles de lins encore humides.
De nombreux meubles de ce type sont originaires du Finistère et témoignent de l'importance de la manufacture et du négoce dans l'industrie toilière au Pays de Léon.